# Ölsperre

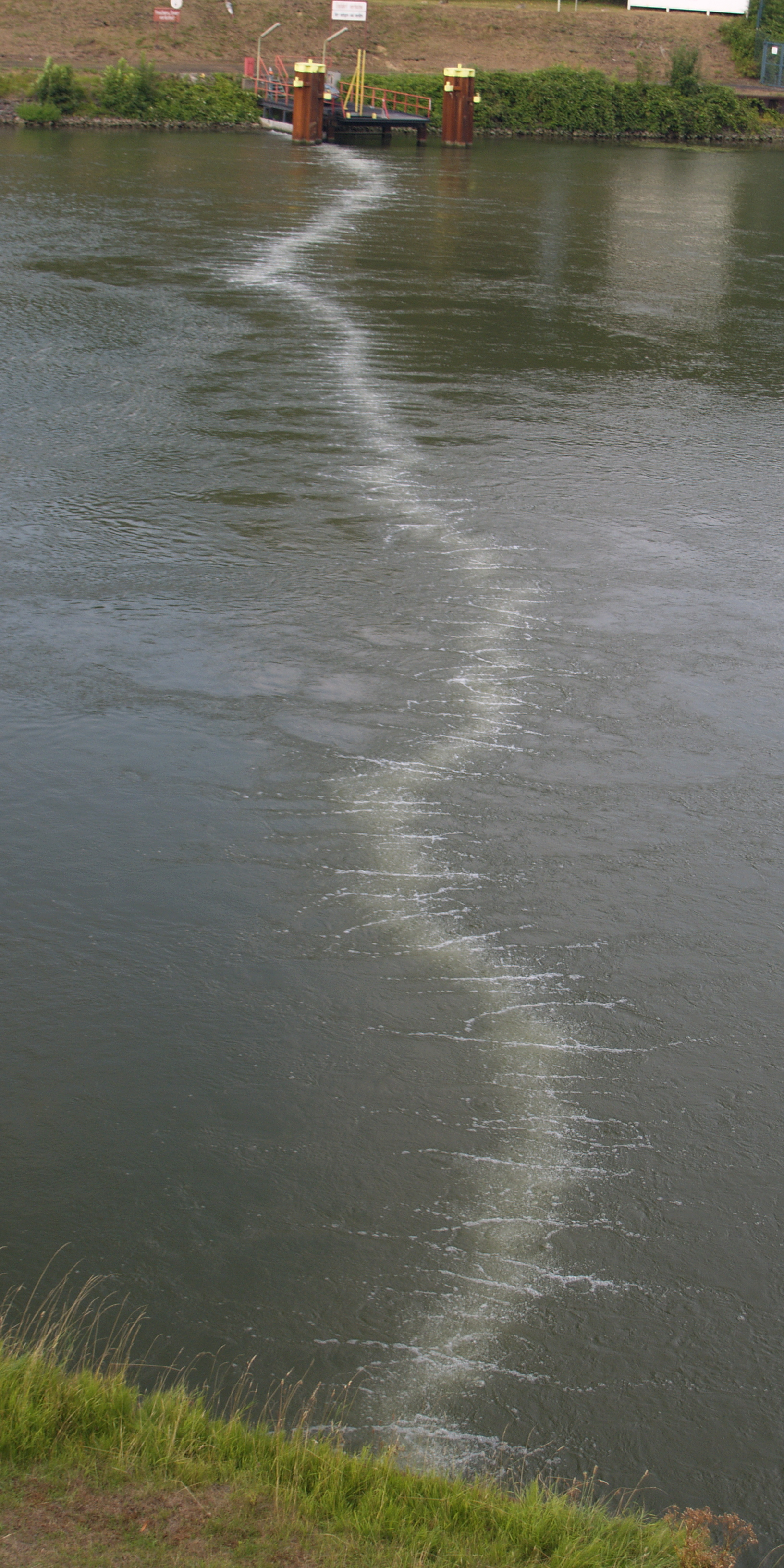
Druckluft-Ölsperre als Hafenbeckenabsperrung bei der Ölverladung

Als Ölsperren bezeichnet man Vorrichtungen, die eine Ausbreitung von Öl in offenen Gewässern oder auf festen Böden unterbinden.
Häufig verwendet oder errichtet werden sie durch die Feuerwehr oder in Deutschland auch gelegentlich durch die Fachgruppe Ölschaden des THW. In Industrie- oder Gewerbebetrieben werden Ölsperren zur Eingrenzung und zum Aufsaugen von Öl oder Kühlmitteln verwendet.

## Funktionsweise
Da Öl leichter als Wasser ist und daher auf diesem schwimmt, stoppt man die Ausbreitung des Öls, indem man eine Sperre errichtet, die ebenfalls auf der Wasseroberfläche schwimmt.
Nach einer erfolgreichen Eingrenzung des Ölfilmes kann das Öl abgeschöpft oder mit Ölbindemittel gebunden werden. Spezielle Ölsperren können die Ausbreitung von Öl auf festen Böden verhindern.
Um die richtige Art der Ölsperre anzuwenden, kategorisiert man die Art der Verschmutzung:
- Ölschlieren (eigentlich auch ein Film): eine wenige µm starke unterbrochene Ölschicht auf dem Wasser mit sichtbaren Verfärbungen
- Ölfilm: eine Schicht bis 1 mm Stärke
- Ölschicht: die Schicht ist über 1 mm stark
- Ölausflüsse auf festen Böden

## Verschiedene Ölsperren

### Auf Gewässern

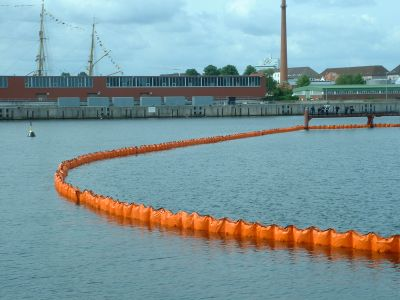
Ölsperre, Typ Finnboom im Kieler Scheerhafen

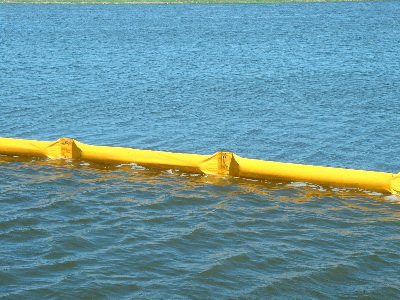
Ölsperre, Typ HT 600

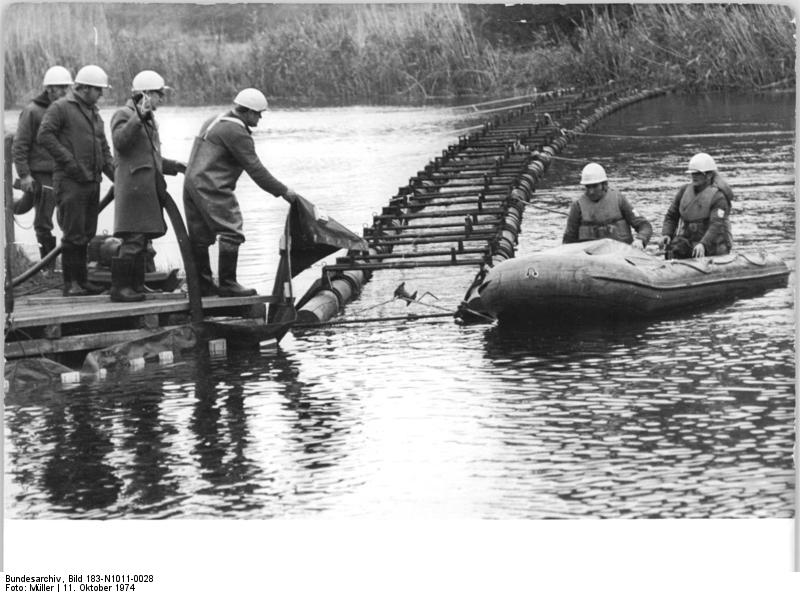
Ölsperre in der DDR, 1970er Jahre

Bei Errichtung der Ölsperren muss man beachten, ob es sich um fließende oder stehende Gewässer handelt.
Bei kleinen Bächen kann relativ einfach eine improvisierte Ölsperre errichtet werden, indem man einen Holzpfosten waagerecht und quer zur Fließrichtung einige Zentimeter ins Wasser eintauchend über dem Bach befestigt. Somit kann das Wasser unterhalb wegrinnen und das Öl staut sich zurück. Bei stärkerer Strömung kann es notwendig sein, mehrere solche Sperren hintereinander anzulegen.
Bei breiteren Gewässern kann man das auch mit B-Druckschläuchen erreichen, die man statt mit Wasser mit Luft füllt und auf das Wasser legt und so das Öl am Wegrinnen hindert.
Für die Verwendung auf größeren Flüssen, Seen oder dem Meer gibt es fertige, meist modular aufgebaute, mobile Ölsperren. Wenn nicht vom Land aus möglich, werden diese Sperren von Booten oder Bojen an ihrem Platz gehalten.
Diese Ölsperren bestehen immer aus einem Schwimmkörper, meistens ein mit Luft oder z. B. Kunststoffschaum gefüllter Schlauch und fast immer aus einer tauchenden Wand („Tauchwand“), die mit Gewichten versehen ist. Die Ausführung der Tauchwand, der Schwimmkörper und auch des Ballastes sind vor allem für das Strömungsverhalten der Ölsperre verantwortlich.
Je stärker die Strömung eines Flusses ist, desto steiler muss der Einbringwinkel der Sperre sein, vor allem, um ein Kippen und damit ein Untertreiben von Öl möglichst zu verhindern.
Diagonales Einbringen erleichtert auch das Abschöpfen des Öles, da es sich im spitzen Winkel zwischen Sperre und Ufer sammelt. An dieser Stelle muss besonders auf den Uferschutz (Planen, „eingeklapptes“ Stück Ölsperre) geachtet werden. Bei größeren Ölmengen (über 100 – 200 Liter) ist der Einsatz eines Ölabscheiders sinnvoll, bei Kleinmengen wird in der Regel Ölbindemittel benutzt.
Wo die Gefahr besteht, dass leicht Öl in offene Gerinne gelangt, wie z. B. in Regenwasserabflüsse von Autobahnen, kann man Stellen einrichten, wo bei Bedarf vorgefertigte Platten eingehängt werden können.
Bei großflächig verschmutzten Gewässern, die kaum eine Fließgeschwindigkeit haben, kann man statt Ölsperren auch ein spezielles Vlies verwenden, das wasserabweisend, aber ölbindend ist. Dieses wird dann wieder von der Wasseroberfläche entfernt und als Sondermüll entsorgt.

#### Anforderungen
- Bildung einer durchgehenden Linie,
- ausreichend tiefes Eintauchen in die Wasseroberfläche unter der Ölschicht,
- ausreichend hohes Aufschwimmen über die Oberseite der Ölschicht,
- wenig vertikale Girlandenbildung der Ölsperre längs des auszubildenden Damms,
- Erfüllen der Höhenbedingungen auch bei Wellen des Gewässers durch Strömung, Schifffahrt und Wind,
- keine Rotation der Ölsperre um ihre Längsachse,
- Dichtheit der Sperre gegen Öldurchlass,
- Stabilität gegen Einreißen und Abreißen,
- Aufrollbarkeit, Einholbarkeit.

#### Andere Anwendungen
Ölsperren kommen in fließenden Gewässern auch zum Einsatz, um große Mengen auftreibender Fischkadaver nach einem Massensterben aus dem Gewässer zu filtern. Dies dient dem Natur- bzw. Gewässerschutz, insbesondere wenn toxische Substanzen als Ursache für das Massensterben nicht ausgeschlossen werden können und ihre Akkumulation in der Nahrungskette verhindert werden soll.
Siehe auch: Strömungen in offenen Gerinnen

### Auf festen Böden

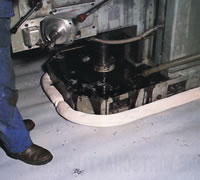
Ölsperre für feste Böden

Absorbierende Ölsperren (gebräuchlich sind Schlängel, „Strümpfe“, „Würste“, Matten und Kissen) können ausgelegt werden, vorsorglich bevor oder sobald ein Ölaustritt entsteht. Zur Aufnahme von Ölen oder Öl-Wasser-Gemischen (z. B. Emulsionen) dürfen diese Ölsperren nicht wasserabweisend sein.
Einsatzbereiche an Maschinen in Industrie und Gewerbe
- Öltropfstellen
- Ölfließstellen
- Ölüberlaufstellen
- Flüssigkeiten: Öl, Kühlmittel, Kühlschmierstoff, Hydrauliköl etc.

Mit pflanzlichen Stoffen (z. B. Maisspindelgranulat) gefüllte Ölsperren mit einer Gewebehülle sind ebenfalls verfügbar. Sie absorbieren und sind nicht wasserabweisend, umweltfreundlich zu entsorgen und weniger leicht entflammbar als mit Polypropylen-Flocken gefüllte Ölsperren. Mit Maisspindelgranulat gefüllte Ölsperren liegen an Maschinen fest an, so dass kein Öl vorbeifließt.